# Гэмпэй, Аяна
Аяна Гэмпэй (яп. 源平 彩南 Гэмпэй Аяна, р. 1 июня 1996 года) — японская спортсменка, борец вольного стиля, призёрка чемпионатов мира и Азии.

## Биография
Родилась в 1996 году. В 2017 году завоевала серебряную медаль чемпионата Азии. В 2018 году стала бронзовой призёркой чемпионата мира.